# Politique de sécurité nationale

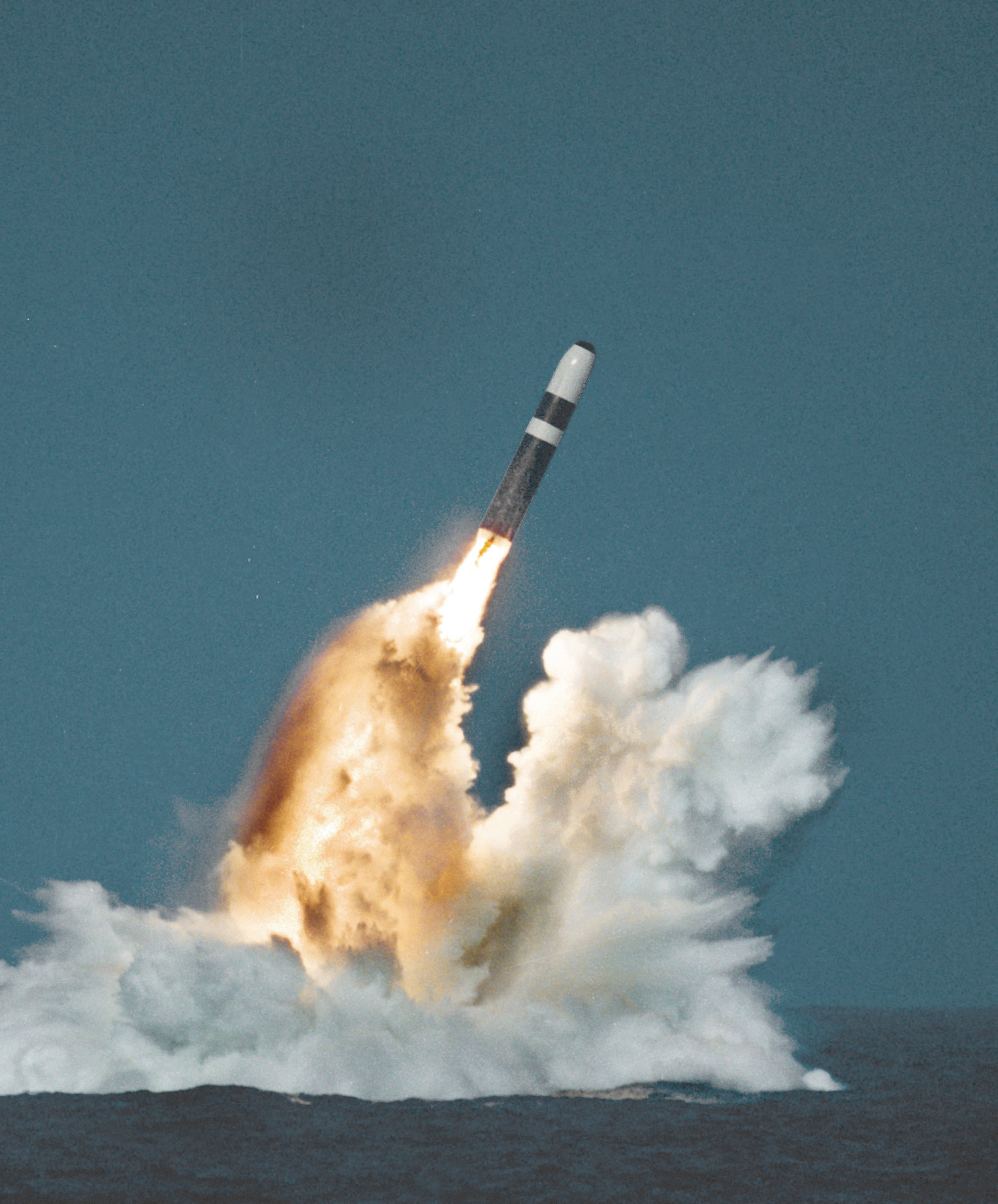
Missile à tête nucléaire Trident II.

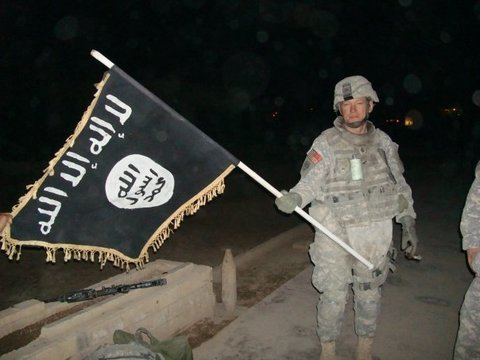
Soldat de l'U.S. Army brandissant un drapeau capturé à l'État islamique en Irak.

La politique de sécurité nationale ou stratégie de sécurité nationale est une politique publique qui consiste en la définition des objectifs à atteindre, des moyens à mettre en œuvre et des ressources à mobiliser par un État pour protéger sa population, son territoire et ses intérêts vitaux. Elle est transverse aux grandes fonctions ministérielles traditionnelles des États comme la défense, la politique étrangère ou la sécurité intérieure en ce qu'elle appréhende dans une vision d'ensemble les menaces et les risques qui pèsent sur la sécurité nationale et auxquels les réponses, souvent multifonctionnelles, requièrent la mise en œuvre de politiques interministérielles cohérentes et coordonnées.
La sécurité nationale est un concept du domaine de la science politique dont il n'existe pas de définition unique reconnue, mais qui est très présente dans le droit international : par exemple, elle figure dans la Charte des Nations unies et dans le traité de l'Union européenne. Plus généralement, les objectifs de sécurité nationale de chaque État sont pour une part interdépendants de ceux des autres États et sont donc un élément constitutif de la sécurité internationale globale du monde. Par ailleurs, les États qui ont des objectifs communs de sécurité nationale peuvent choisir de former une alliance de sécurité nationale collective par laquelle ils mutualisent leurs moyens et accroissent ainsi leur propre niveau de sécurité tout en diminuant les coûts associés.
Durant toute la guerre froide, la notion de sécurité nationale est largement synonyme dans le monde occidental d'endiguement du communisme et de politique de défense. Depuis lors, l'éloignement de la perspective de conflits majeurs, conjugué avec une demande croissante de sécurité sous toutes ses formes dans les sociétés modernes, met au premier plan la notion de sécurité nationale à laquelle celle de défense se trouve subordonnée. Plus encore depuis le début du XXIe siècle, l'émergence de nouveaux acteurs dans la géopolitique mondiale et régionale, et de nouvelles natures de menaces provoquent un fort regain d'intérêt pour la définition de politiques ou de stratégies de sécurité nationale. Le besoin en est aussi accru par la crise financière de 2008 qui accentue la rareté des ressources financières à la disposition de nombreux États et oblige donc plus que par le passé à évaluer les enjeux de sécurité nationale, à les hiérarchiser et à prioriser l'allocation des ressources disponibles, par nature insuffisantes pour répondre pleinement à tous les besoins.
Certains États emploient couramment l'expression « stratégie de sécurité nationale » : c'est le cas des États-Unis, de l'Australie, du Japon ou de la Russie. D'autres formalisent leur stratégie sous l'appellation de « livre blanc de sécurité nationale » : c'est le cas en Allemagne ou en Corée du Sud. La sécurité demeurant fortement associée à la défense, les deux notions sont souvent combinées : la France publie périodiquement un « livre blanc sur la défense et la sécurité nationale » et le Royaume-Uni une « revue stratégique de défense et de sécurité ».

## Définitions et éléments constitutifs

### Le devoir de sécurité nationale des États
La sécurité est une situation caractérisée par l'absence de menaces pour les personnes et les biens d'où il résulte un sentiment de tranquillité et de confiance. L'existence d'une nation résulte pour partie de facteurs objectifs, comme le territoire, la langue, la culture, et pour une autre part elle trouve sa source dans un ensemble complexe de liens qui fondent le sentiment d’une appartenance commune. Dans les États de droit, la Nation et l'État sont étroitement associés, le second détenant sa légitimité de la première. Il en résulte réciproquement que l'État a le devoir d'assurer la sécurité de la nation. La sécurité nationale n'est pour autant pas la seule raison d'être des États ; d'autres domaines régaliens comme la justice, ou sociaux comme la santé ou l'éducation de la population, tiennent une place très importante dans la plupart des États.
Les documents de stratégie de sécurité nationale publiés par le Royaume-Uni en 2008 et 2010 affirment que la responsabilité première d'un gouvernement est d'assurer la sécurité de la nation et de ses citoyens. De la même manière, les États-Unis affirment en 2015 que le gouvernement n'a pas de plus grande responsabilité que celle de protéger le peuple américain,.
Dans le langage courant, la notion de sécurité véhicule une connotation d'importance et d'urgence pour le bien-être général de la Nation, qui peut cependant être détournée par les acteurs politiques au profit de leurs priorités partisanes. A contrario, la sécurité nationale est essentiellement un sujet de long terme qui suppose de la continuité pour être efficace et sur lequel existe le plus souvent un consensus large entre les grands partis politiques dans les États démocratiques occidentaux. En France, la dissuasion nucléaire, composante clef de la sécurité nationale instaurée par le général de Gaulle, continue d'être revalidée par chacun des présidents de la République successifs. Aux États-Unis, la politique de sécurité nationale conduite par les Présidents américains depuis Woodrow Wilson s'inscrit pour l'essentiel dans une convergence de fond à la fois exceptionnaliste, interventionniste et, plus ou moins discrètement, impérialiste, sur laquelle perdure un « consensus bipartisan »,.
La formalisation d'une politique de sécurité nationale répond aussi à un besoin de communication intérieure et internationale. L'obtention d'un consensus national fort sur les grands choix de sécurité nationale, comme l'adhésion à une politique de dissuasion nucléaire, est un moyen de renforcer le sentiment de cohésion nationale de la population,.
La question de la dimension morale de la politique de sécurité nationale est souvent présente. La sécurité nationale n'est pas un concept du domaine de la morale mais de celui de la politique, qui est régulièrement mis en avant pour justifier des restrictions aux libertés individuelles ou des guerres. À titre d'exemple, le Patriot Act qui est voté quelques semaines après les attentats du 11 septembre 2001, permet aux autorités des États-Unis de détenir des étrangers suspectés de mener des activités qui mettent en danger la sécurité nationale, hors des procédures judiciaires courantes. A contrario, les interventions des pays occidentaux dans de nombreuses situations de crise sous l'égide des Nations unies répondent au moins pour partie à une forme d'obligation morale de protéger les plus démunis contre les massacres ethniques ou les famines. La promotion de régimes démocratiques et de systèmes économiques libéraux est une composante récurrente de la politique de sécurité nationale des États-Unis, convaincus de la supériorité de ces modèles sur tous les autres.

### Sécurité nationale et relations internationales
Les politiques de sécurité nationale des États sont conditionnées à long terme par leur vision de la nature même des relations internationales et de la possibilité ou non de convergences d'intérêts dans la durée. Les « réalistes » et les « libéraux » ont des points de vue très différents en la matière.
Le courant réaliste considère que la compétition entre les États est structurellement inévitable dans notre monde anarchique. But ultime des États, la sécurité nationale se heurte au dilemme suivant : les initiatives prises par une grande puissance pour améliorer sa sécurité diminuent d'autant celle des autres États. Il en résulte que dans ce système à somme nulle, chaque État qui a son tour se sentira menacé dans sa sécurité prendra les mesures nécessaires pour accroître sa sécurité, instaurant ainsi une compétition perpétuelle de recherche de sécurité,. Cette vision d'une compétition acharnée entre États et de la nécessité qui en découle de disposer d'une supériorité militaire écrasante sous-tend largement la première Stratégie de sécurité nationale de la présidence de Donald Trump publiée fin 2017.
L'extension après la guerre froide de la notion de sécurité aux dimensions économiques et environnementales et le nombre toujours plus grands d'acteurs et de natures de menaces à prendre en compte rendent de plus en plus difficile pour un État de maîtriser seul toutes les composantes de sa sécurité. Une vision coopérative de la sécurité d'inspiration libérale, moins focalisée sur la défense, s'impose donc de plus en plus dans les stratégies élaborées depuis le début des années 2000. Cette vision sous-tend largement la dernière Stratégie de sécurité nationale de la présidence de Barack Obama publiée en 2015.
La vision qu'un État a de sa sécurité peut sur certains objectifs être antagoniste de celle que d'autres États ont de leur sécurité. Pour autant, la sécurité nationale ne se réduit pas aux divergences d'intérêts qui existent entre les États. Les stratégies de sécurité nationale ne sont donc pas uniquement de nature à fragiliser l'équilibre de forces (en anglais « balance of power ») mondial ou régional, elles contribuent aussi à le renforcer.

### Sécurité nationale, un périmètre plus vaste que la défense nationale

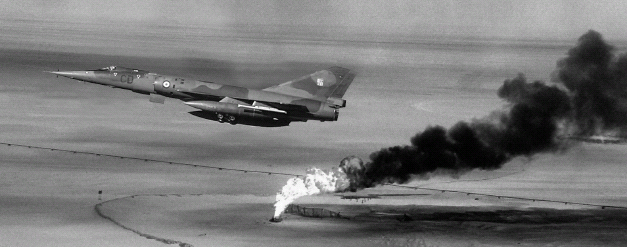
Dassault Mirage IVP de l'armée de l'air française en mission de reconnaissance au-dessus d'un champ pétrolier en flammes en 1991 à la suite de la guerre du Golfe.

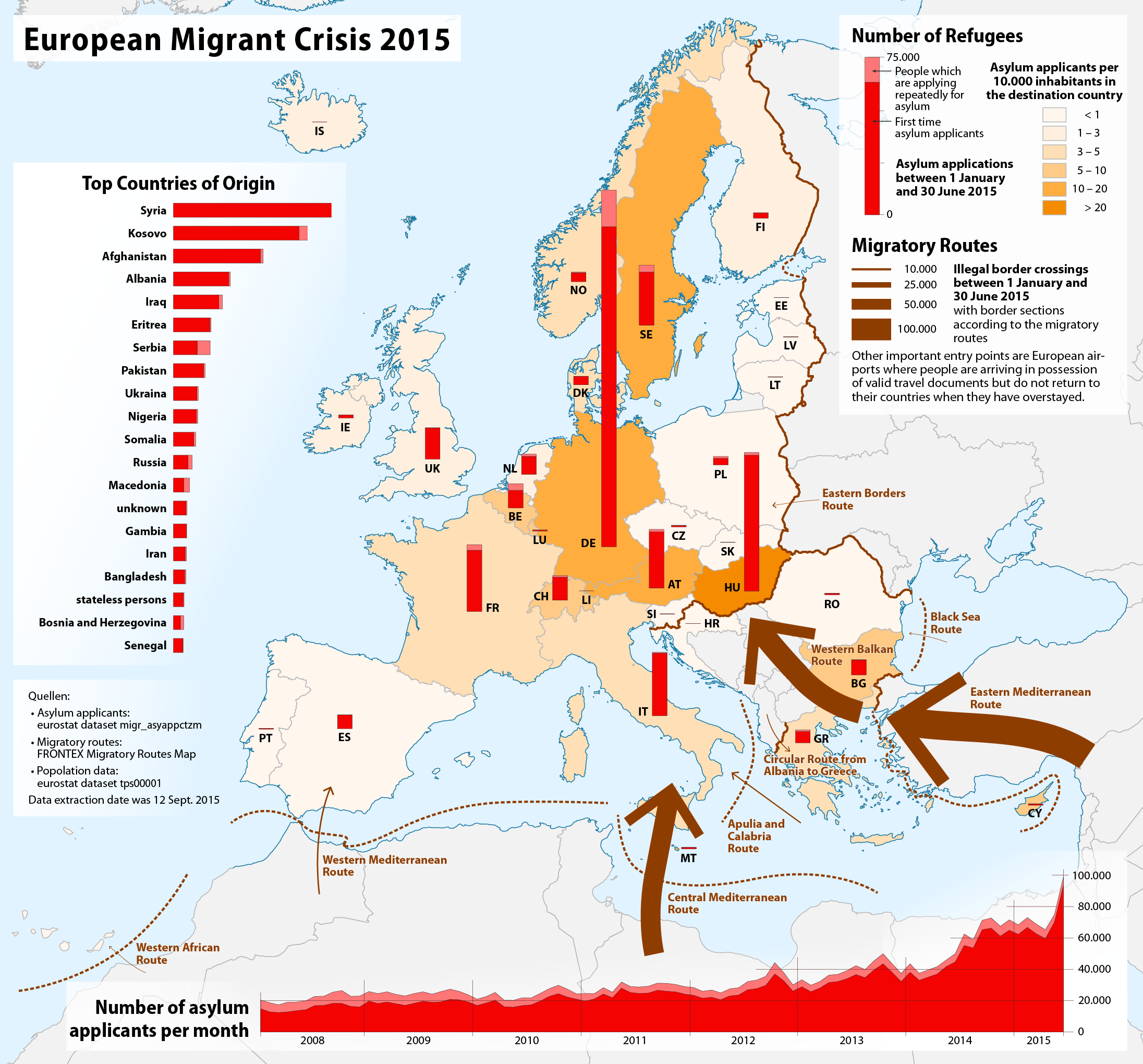
Crise des migrants en Europe (2015).

Le concept de sécurité nationale recouvre un champ plus vaste que celui de défense nationale, qui demeure toutefois celui qui mobilise le plus de réflexions et de moyens. Le développement du concept de sécurité nationale depuis le début des années 2000 résulte principalement de ce que les formes de menaces d'agressions se sont multipliées : elles ne consistent plus seulement en une agression armée d'un État par un autre État, mais en des menaces émanant d'États ou de groupes non étatiques et de formes diverses de menaces qui, dans la vision française, « appellent un effort d’anticipation, de prévention et de réponse rapide, mobilisant l’ensemble des moyens des pouvoirs publics et la mise en œuvre de coopérations européennes et internationales ». Le renseignement en est l'exemple le plus illustratif : pouvoir consolider les informations collectées par tous les canaux est une nécessité pour lutter contre le terrorisme et anticiper les situations de crise.
L'Allemagne, les États-Unis, la France et le Royaume-Uni incluent dans leurs stratégies de sécurité nationale : la défense militaire, la sécurité intérieure et la protection civile, les relations extérieures, le développement économique et social de pays tiers, les politiques économiques nationales et l'environnement. Par exemple, dans le Code de la Défense français, la sécurité nationale couvre trois domaines, « la protection de la population, l'intégrité du territoire et la permanence des institutions de la République », qui recouvrent bien les trois catégories d'objets référents à protéger généralement identifiées.
- Concernant les populations, il s'agit de les protéger sur le territoire national mais aussi à l'étranger contre des risques de guerre mais aussi et de plus en plus contre les risques liés au terrorisme, aux épidémies dont la propagation est facilitée par l'intensification des déplacements, aux cyberattaques qui ne connaissent pas les frontières ou aux catastrophes naturelles dont la fréquence augmente depuis le début du XXIe siècle.
- Les lieux et biens tangibles à protéger sont multiples : l'intégrité du territoire national en est le point de départ dans une approche classique de politique de défense contre les agressions armées, mais une vision élargie de la sécurité nationale inclut la protection des sites sensibles comme les centrales nucléaires contre le terrorisme ou les cyberattaques, la protection des lignes de communication maritimes essentielles aux échanges économiques.
- La sécurité nationale inclut aussi des notions plus immatérielles et subjectives comme la préservation des atouts majeurs du pays et de son image dans son environnement international, la diffusion de ses valeurs en matière de démocratie et de droits de l'homme, la résilience de la population aux menaces extérieures ou le bon fonctionnement des institutions en toutes circonstances.

Enfin, le lien entre la sécurité nationale et l'économie est fortement mis en avant, en particulier dans le monde anglo-saxon. Le plan Marshall lancé en 1947 est motivé avant tout par la crainte qu'un effondrement économique des pays de l'Europe occidentale n'ouvre la voie au communisme. Plus récemment, le gouvernement britannique stipule en 2015 que : « notre sécurité nationale dépend de notre sécurité économique, et vice versa ». La stratégie de sécurité nationale doit donc aussi contribuer à la prospérité économique du pays en favorisant le développement des échanges commerciaux, l'accès aux matières premières et en protégeant les lignes de communications et les réseaux internet. Réciproquement, la prospérité économique fournit les ressources de financement de la stratégie de sécurité nationale.
Pour gérer cette transversalité, des structures nouvelles sont mises en place. Précurseurs en la matière, les États-Unis instaurent un Conseil de sécurité nationale dès 1947. La plupart des États en ressentent le besoin après la guerre froide avec la montée de l'instabilité du monde : la France l'instaure en 2009, le Royaume-Uni en 2010 et le Japon en 2013.

### Intérêts vitaux et enjeux globaux de sécurité nationale
La stratégie de sécurité nationale s'inscrit dans la vision de chaque gouvernement relative à la place qu'il veut que son pays occupe dans le monde, au rôle qu'il veut lui faire jouer à l'échelle globale et dans les zones régionales, aux objectifs généraux de sécurité qu'il poursuit, aux valeurs qu'il souhaite promouvoir et à son approche des relations internationales. Ces objectifs sont souvent qualifiés d'« intérêts vitaux de la nation » ou d'« intérêts nationaux »,. Pour les puissances nucléaires, l'objet premier de la dissuasion nucléaire est d'assurer la protection des intérêts vitaux du pays « contre toute agression d’origine étatique, d’où qu’elle vienne et quelle qu’en soit la forme » selon les termes de la revue stratégique de 2017.
En 2006, le président Chirac définit les intérêts vitaux de la France en ces termes : « L'intégrité de notre territoire, la protection de notre population, le libre exercice de notre souveraineté constitueront toujours le cœur de nos intérêts vitaux. Mais ils ne s'y limitent pas. La perception de ces intérêts évolue au rythme du monde, un monde marqué par l'interdépendance croissante des pays européens et aussi par les effets de la mondialisation. »,.
Aux États-Unis par exemple, la Stratégie de sécurité nationale publiée par le président Obama en 2015 affirme dans son introduction que le leadership américain doit servir en premier quatre intérêts nationaux permanents, définis comme étant la sécurité des États-Unis et de ses alliés, une économie forte dans un système économique international ouvert, le respect partout dans le monde des valeurs universelles et un ordre mondial basé sur les règles de droit internationales.
Pour le Royaume-Uni, la Stratégie de sécurité nationale publiée par le gouvernement de David Cameron en 2015 pose en préliminaire que « toute notre action au Royaume-Uni et dans le monde est conduite par notre détermination à protéger notre population et nos valeurs, et à assurer la prospérité de notre économie ».

### Sécurité collective et alliances interétatiques
La sécurité devient collective quand plusieurs États se groupent afin de globaliser la réponse qu’ils apportent à leur besoin individuel de sécurité et se défendre ensemble contre les agressions objet de l'accord visant un ou plusieurs d'entre eux. L’alliance interétatique est la forme la plus ancienne de sécurité collective dont l'histoire démontre pourtant la fragilité, les renversements d'alliances ayant été fréquents. Pour durer et atteindre son but, elle implique de la part des États membres une forte communauté d'intérêts, l'acceptation de règles de gouvernance collective et donc un certain degré de subordination au collectif et un engagement fort de chaque État à appliquer effectivement les clauses de solidarité et de sécurité collective prévues. Les traités prévoient le plus souvent que les décisions les plus importantes sont prises à l'unanimité, ce qui limite la perte d'indépendance nationale des États membres, mais aussi fragilise les prises de décision en situation d'urgence. Les États membres retirent de leur alliance un surcroît de puissance face à l’extérieur ; a contrario, loin de jouer un rôle dissuasif ou préventif, les alliances contribuent à la perception de nouvelles menaces par les États tiers qui peuvent être tentés de créer une contre-alliance, alimentant ainsi les tensions internationales.

Les pays membres de l'OTAN et son élargissement depuis 1949.

L'Europe est la région du monde où la sécurité collective est la plus organisée, à travers l'OTAN et l'Union européenne :
- l'Alliance atlantique (l'OTAN) est l'exemple le plus abouti et durable d'alliance de sécurité collective : établie en 1949 dans le contexte de la guerre froide, elle repose sur le principe de sécurité collective énoncé à l'article 5 du traité qui s'ouvre ainsi : « Les parties conviennent qu'une attaque armée contre l'une ou plusieurs d'entre elles survenant en Europe ou en Amérique du Nord sera considérée comme une attaque dirigée contre toutes les parties… »[26]. En réaction, l'Union soviétique instaure en 1955 un traité « d'amitié, de coopération et d'assistance mutuelle », le Pacte de Varsovie, avec les sept États d'Europe de l'Est à régime communiste[27]. L'OTAN se réinvente après la disparition de l'Union soviétique en 1991 et devient le vecteur principal des opérations extérieures décidées par ses membres ou par l'ONU ;
- l'Union européenne exerce sa dimension de sécurité collective à travers sa politique de sécurité et de défense commune instaurée en 2007 par le traité de Lisbonne. La plupart de ses membres sont aussi membres de l'Alliance atlantique qui demeure le principal instrument de défense collective euro-atlantique[28].

La Charte des Nations unies élève la sécurité collective à une dimension universelle que ne possède par nature pas les alliances interétatiques qui ne visent qu'à augmenter le niveau de sécurité de leurs membres. L'ONU n'a cependant pas atteint ce niveau d'ambition initial, ne serait-ce qu'en raison de la nécessité de trouver un consensus entre les cinq membres permanents du Conseil de sécurité pour engager une action de quelque nature que ce soit.

### Anticipation et prévention des menaces et des risques
La politique de sécurité nationale est à la fois réactive, en ce qu'elle prévoit les scénarios et les moyens associés de réponse si telle ou telle menace se matérialise, et proactive en ce qu'elle identifie les actions à mener pour prévenir les menaces potentielles ou en diminuer l'impact.
Par exemple, les stratégies de dissuasion nucléaire visent à ramener à un niveau très faible la probabilité d'une attaque d'importance contre le territoire national ou les intérêts les plus vitaux de la nation. Dans les zones à fort risque sismique, l'adoption et la mise en œuvre de normes de construction antisismiques et de plans d'urgence ne diminuent pas la probabilité d'occurrence d'un tremblement de terre mais en limitent les conséquences sur les personnes et les biens. Les politiques de développement menées par les pays riches favorisent la stabilité mondiale, contribuent à prévenir des situations de crises régionales et diminuent les risques de ne plus pouvoir accéder à des matières premières stratégiques.

## Spécification de la stratégie de sécurité nationale
La spécification détaillée de la stratégie de sécurité nationale inclut l'analyse du contexte géopolitique global, l'identification des risques et menaces contre lesquels se protéger et leur hiérarchisation, la définition d'une posture globale de sécurité nationale et de politiques opérationnelles, et enfin le niveau des ressources allouées.
Le document de stratégie du Royaume-Uni de 2010 décrit dans son introduction l'approche méthodologique suivie en ces termes : « comme toute stratégie, la stratégie de sécurité nationale combine la définition des objectifs concrets poursuivis, des politiques et moyens retenus, et des ressources qui lui sont allouées. Cette définition s'appuie sur une analyse réaliste et prospective du contexte stratégique global, des principaux risques et de leur hiérarchisation. La stratégie repose enfin sur une vision volontariste de la place que le Royaume-Uni veut avoir dans le monde et des objectifs généraux attachés ».

### Contexte géopolitique global
Les politiques de sécurité nationale s'adaptent aux évolutions du contexte global des relations internationales, qui connaît depuis la seconde Guerre mondiale trois époques successives. La première est celle du monde bipolaire de la guerre froide, dominé par les États-Unis et l'Union soviétique, globalement stable, où les conflits périphériques sont le plus souvent contrôlés par ces deux grandes puissances. Avec l'effondrement du bloc soviétique en 1990 s'ouvre une deuxième époque, celle d'un monde unipolaire fortement marqué par l'hégémonie des États-Unis, seule puissance mondiale, qui n'hésitent pas à intervenir dans toutes les régions du monde.
Depuis le début des années 2010, le monde s'installe progressivement dans une troisième époque marquée par l'émergence de puissances régionales fortes, la Chine, la Russie ou l'Inde, capables de contester l'hégémonie des États-Unis qui ne peuvent plus imposer leur stratégie partout dans le monde bien qu'ils soient encore d'assez loin la première puissance mondiale.
Cette évolution vers un monde multipolaire est décrite dans la Politique de sécurité nationale des États-Unis en 2015 qui voit cinq tendances majeures d'évolution du contexte géopolitique : le rôle croissant de la Chine, de l'Inde et de la Russie, l'émergence de nouveaux acteurs non-étatiques capables de déstabiliser des États, l'interdépendance économique des États et les vulnérabilités en résultant aux activités criminelles et aux risques naturels et de santé, l'instabilité durable au Moyen-Orient et la dépendance énergétique des pays occidentaux (à l'exception des États-Unis eux-mêmes) et de nombreux pays émergents.
Dans son livre blanc 2015 de stratégie militaire, la Chine formalise ainsi sa vision du contexte mondial : « Les tendances mondiales vers la multipolarité et la mondialisation économique s'intensifient. » et si « dans un avenir prévisible, une guerre mondiale est peu probable (...), la compétition internationale (...) tend à s'intensifier et les activités terroristes deviennent de plus en plus inquiétantes. ».

### Identification des risques et menaces
La politique de sécurité consiste à identifier les risques et les menaces afin soit d'en prévenir l'occurrence, ou du moins en réduire la probabilité d'occurrence, soit d'en limiter les conséquences. Les risques et les menaces contre un État peuvent être idéologiques, économiques, militaires, épidémiologiques, naturels. Il en résulte que l'emploi d'une grande variété de moyens peut être considéré dès lors qu'il s'agit d'anticiper les situations de crise. La diplomatie est à cet égard un vecteur fondamental de la sécurité nationale en amont de la puissance militaire.
La nature et l'intensité des menaces sont fortement influencées par le contexte géopolitique global. Durant la guerre froide, la « menace communiste » sert de notion vague et fourre-tout le plus souvent sans spécification précise pour justifier des niveaux très élevés de dépenses militaires. Puis, durant la décennie qui suit la chute de l'Union soviétique, les États-Unis sont la seule puissance mondiale ce qui instaure une forme de stabilité, subie ou appréciée selon les États, qui engendre une forte diminution des dépenses de défense.
L'accès à des ressources rares sur une terre de plus en plus peuplée et où chaque année les ressources naturelles consommées sont supérieures à celles produites par la terre est aussi un facteur de tension au cœur des politiques économiques et de sécurité. Le pétrole est l'archétype de ressource qui occupe une place considérable dans les politiques de sécurité nationale des États qui en sont dépourvus ou qui souhaitent préserver leurs propres réserves. Les évolutions technologiques sont aussi devenues un facteur important d'apparition de nouvelles menaces.
Les politiques de sécurité nationales définies depuis le début des années 2000 identifient les risques et menaces majeurs suivants :
- Crise régionale grave en Asie résultant du recentrage des États-Unis sur cette région et de l'intensification de la compétition entre un nombre croissant d'États, la Chine, l'Inde...) désireux d'acquérir une prévalence régionale, assise sur leur développement économique et leur puissance militaire[32] ;
- Prolifération et usage d'armes de destruction massive ;
- Conséquences sécuritaires résultant d'États faibles (massacres ethniques, crises humanitaires) et du développement d'organisations non-étatiques transnationales malfaisantes (terrorisme, crime organisé) ;
- Conséquences du changement climatique ou d'épidémie infectieuse majeure ;
- Crise économique majeure comme celle de 2008 ou rupture sur les marchés énergétiques.

### Définition d'une posture globale et de politiques opérationnelles
La définition de la politique de sécurité nationale s'articule à plusieurs niveaux, le premier consistant en une formulation en termes très généraux d'une ambition et d'une posture globale, le deuxième niveau en sa déclinaison selon des politiques ou des stratégies déclinées en fonction des enjeux et risques majeurs préalablement identifiés et le troisième niveau en objectifs opérationnels précis. Ce troisième niveau n'est pas toujours présent et dans tous les cas n'est pas exhaustif ne serait-ce que parce qu'il relève sur le plan opérationnel de chacun des ministères ou des agences chargés de leur mise en œuvre.

#### Posture globale
Les éléments de premier niveau les plus fréquents concernent l'affirmation d'un rôle mondial ou régional, l'importance accordée aux relations avec les alliés et à la coopération internationale et la nature, l'ampleur ou a contrario les restrictions des interventions extérieures. À titre d'illustration, les États-Unis en 2015 affirment vouloir conserver leur position dominante : « La question n'est pas de savoir si l'Amérique va dominer, mais comment elle va dominer dans le futur. ». En 2017, la Revue stratégique conclut que « la France doit maintenir une double ambition : préserver son autonomie stratégique et construire une Europe plus robuste, pour faire face à la multiplication des défis communs ». Le Livre blanc de 2016 place la sécurité de l'Allemagne dans une perspective d'appartenance à l'OTAN et à l'UE et de coopération multilatérale. La Chine affiche en 2015 explicitement sa volonté de redevenir une grande puissance : « C'est un rêve chinois de réaliser la grande refondation de la nation chinoise. Le rêve chinois est de rendre le pays fort. ».

#### Politiques ou stratégies de sécurité
Les politiques ou stratégies de sécurité relèvent soit du renforcement de capacités, soit de la conduite d'actions ou d'interventions ciblées, soit de la coopération internationale et de la prévention des crises :
- Le renforcement des capacités concerne en premier lieu la modernisation et l'accroissement de la puissance militaire : par exemple en France, la Revue stratégique 2017 confirme vouloir « maintenir sur le long terme une dissuasion nucléaire reposant sur deux composantes complémentaires » océanique et aéroportée[36]. L'accroissement des capacités militaires requiert soit de se fournir à l'étranger, soit d'avoir une base industrielle et technologique de défense forte dont le maintien constitue un enjeu fort de souveraineté ; la France et plus généralement l'Union européenne s'inscrivent principalement dans cette seconde approche. Autre exemple, la Chine privilégie dans son livre blanc 2015 de stratégie militaire le renforcement des capacités de sa marine de guerre et la modernisation de sa force nucléaire stratégique[37].
- Les domaines les plus souvent cités par les États comme relevant de leurs actions permanentes ou d'interventions légitimes, sont la lutte contre la cyber-criminalité et le terrorisme et l'atteinte aux voies et systèmes de communication de toutes natures : c'est le cas de l'Allemagne (2016)[38], des États-Unis (2015)[39], de la France (2017)[36].
- Les politiques de coopération et de prévention s'articulent autour de quelques axes principaux : l'Allemagne et la France veulent « renforcer la cohésion et la capacité d'action de l'OTAN et de l'Union européenne »[38],[36], les États-Unis mettent l'accent sur la prévention de la dissémination des armes de destruction massive[39].

### Quelles ressources consacrer à la sécurité nationale?
La sécurité nationale est une politique publique parmi d'autres avec lesquelles elle est en compétition pour le partage des ressources limitées disponibles. Elle est aussi soumise à la loi des rendements décroissants. La sécurité absolue est un objectif inatteignable ne serait-ce que parce que les ressources qui peuvent lui être consacrées ne sont pas infinies. La notion de stratégie est souvent définie comme étant avant tout les choix qu'une entreprise fait d'allouer en priorité ses ressources. L'État est donc amené à fixer des priorités et à faire des choix sur le degré de sécurité visé. Il peut cependant être complexe d'évaluer objectivement pour une menace ou un risque identifié le niveau de sécurité atteint au regard d'un niveau d'allocation de ressources donné,.
La dissuasion nucléaire est un exemple caractéristique de cette problématique : la question de savoir à partir de quel nombre d'armes atomiques et de vecteurs elle devient crédible aux yeux des États tentés par une agression se pose à tous les États engagés dans une stratégie de dissuasion nucléaire et n'a pas de réponse unique objective. Les États-Unis y répondent par la possession d'une force nucléaire au minimum à parité et préférablement supérieure à celles des autres puissances nucléaires, nourrissant ainsi la course aux armements. La France, incapable de se lancer dans une telle course y répond par la théorie de la dissuasion du faible au fort,.

## Sécurité coopérative, multilatérale, universelle
Conçue à l'origine sur une base étatique, la politique de sécurité nationale est au XXIe siècle davantage élaborée dans une vision régionale, internationale ou globale. Les États sont confrontés par la globalisation à des interdépendances de plus en plus grandes et à l'apparition de nouveaux problèmes de sécurité, tels le trafic de drogue, le terrorisme islamique, le terrorisme cybernétique ou la criminalité transfrontière qui forcent cette évolution. Il s'agit moins de pouvoir défendre la Nation contre une invasion militaire que d'assurer une stabilité et de prévenir les crises et menaces de toutes natures ou d'en limiter les conséquences. L'évolution vers une accentuation des différences régionales en matière de sécurité, la remontée des tensions illustrée par l'augmentation des dépenses militaires et l'émergence de nouvelles formes de menaces non-étatiques instaurent un contexte défavorable à l'exercice d'une sécurité collective mondiale par l'ONU et favorise au contraire les alliances régionales.
Les grandes et moyennes puissances, à l'instar de la France, souhaitent conserver une autonomie stratégique et donc garder la maîtrise d'ensemble de leur sécurité. Par idéalisme, réalisme économique ou calcul politique, elles donnent aussi une place plus importante à la coopération et à la nécessité d'un ordre mondial que l'ONU continue d'incarner malgré ses limites. La Revue stratégique 2017 affirme que « le monde a besoin d’un multilatéralisme efficace, incarné par une ONU forte et que l’émergence du monde multipolaire, si elle n’est pas adossée à un multilatéralisme robuste, entraînera un retour aux zones d’influence dont l’histoire nous enseigne tous les dangers ».

### Sécurité coopérative

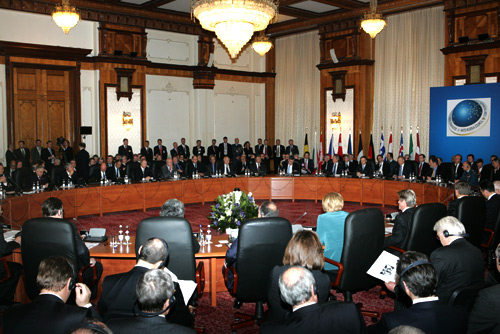
Réunion du Conseil OTAN-Russie en 2008 à Bucarest, en présence de Vladimir Poutine.

Durant la guerre froide, à l'Ouest comme à l'Est, la sécurité repose avant tout sur le surarmement et des alliances politico-militaires. Mais les coûts et les risques subséquents conduisent les Russes et les Américains à s'accorder sur des mesures précises de sécurité coopérative touchant la prévention des crises (accord dit du « téléphone rouge ») et la limitation des armements nucléaires (Traité SALT I) ou antimissiles (traité ABM). La coopération se poursuit et s'institutionnalise après la guerre froide entre l'Ouest et la Russie par la signature en 1997 de l'Acte fondateur sur les relations, la coopération et la sécurité mutuelles entre l'OTAN et la fédération de Russie, puis l'instauration en 2002 du Conseil OTAN-Russie (COR) qui est un « mécanisme de consultation, de construction du consensus, de coopération, de décision conjointe et d'action conjointe, au sein duquel les différents États membres de l'OTAN et la Russie œuvrent en tant que partenaires égaux sur toute une série d'enjeux de sécurité d'intérêt commun ». La sécurité coopérative n'est pas la paix. Du fait des fortes tensions qui existent depuis 2014, l'OTAN a suspendu la coopération pratique avec la Russie, toutefois les réunions du Conseil OTAN-Russie se sont poursuivies ainsi que les échanges d'informations sur les activités militaires.

### Multilatéralisme

Les grandes alliances et organisations régionales :
OTAN, OSCE
OCS, OTSC
CPS
UNASUR

Le multilatéralisme est une notion voisine mais plus ambitieuse qui consiste à rechercher la stabilité, à prévenir les crises ou au moins en faciliter la résolution le plus en amont possible par le dialogue entre plusieurs États en compétition globale ou régionale. Le multilatéralisme peut revêtir ou non une forme institutionnelle permanente. Le multilatéralisme s'exerce le plus souvent à une échelle régionale, espace géopolitique naturel de développement des conflits et des ententes, mais aussi parce qu'il va de pair avec un monde davantage multipolaire où les nouvelles puissances comme la Chine ou la Russie cherchent à asseoir leur position dominante dans leur région et à diminuer l'influence des États-Unis.
En Europe, un exemple abouti d'organisation multilatérale est l'Organisation pour la sécurité et la coopération en Europe (OSCE) dont les origines remontent à l'acte final d'Helsinki en 1975 signé par les États des deux blocs, qui pose des principes relatifs à l’inviolabilité des frontières existantes, au respect de la souveraineté de chaque État et au respect des droits de l’homme et des libertés.
En Asie et en Eurasie, la Russie et la Chine sont actives dans la constitution d'organisations multilatérales, comme l'Organisation de coopération de Shanghai (OCS) ou l'Organisation du traité de sécurité collective (OTSC). Le multilatéralisme n'a pas nécessairement pour fonction de conclure des accords sur les sujets « durs » (ex. : la question de Taïwan) mais plutôt d'instaurer, par le dialogue et des mesures de confiance, une stabilité propice au développement économique et de contribuer à la mise sous contrôle des menaces transnationales pour lesquelles une convergence d'intérêts peut être dégagée.
Malgré l'existence d'organisations multilatérales comme la Ligue arabe ou le Conseil de coopération du Golfe, le Proche et Moyen-Orient est une région instable où la sécurité est soumise à des alliances plus ou moins formelles, comme celles qui unissent dans une convergence d'intérêts les États musulmans à dominante sunnite, comme l'Égypte et l'Arabie saoudite d'un côté et chiite comme l'Iran et l'Irak, de l'autre,. Les puissances dominantes dans ces régions se livrent à une course aux armements, y compris de destruction massive,.
En Afrique, l'Union africaine instaure en 2004 un Conseil de paix et de sécurité dans l'objectif de promouvoir la paix, la sécurité et la stabilité en Afrique. Continent dénucléarisé, l'Afrique connait de nombreux conflits locaux ou résultat de situations de crise plus larges comme celle liée au terrorisme international. À titre d'illustration, dans les États du Sahel, plusieurs initiatives de sécurité collective ont été mises en place dans des cadres juridiques internationaux différents pour répondre aux menaces islamistes et stabiliser des États fragiles : le G5 Sahel formé en 2014 par cinq États africains du Sahel, l'opération Barkhane menée par la France en coopération bilatérale avec plusieurs États, la mission MINUSMA de l'ONU au Mali, les opérations EUTM Mali, EUCAP Sahel Mali et EUCAP Sahel Niger de l'UE.

### Universalisme
Les guerres mondiales du XXe siècle sont à l'origine d'organisations universelles de sécurité, la Société des Nations en 1920 à laquelle succède l'Organisation des Nations unies (ONU) en 1945. La Société des Nations (SdN) forme pour la première fois une alliance à vocation universelle dans une logique de garantie mutuelle de sécurité, égale pour tous. Les effets préventifs d’une telle alliance devraient l’emporter, aucun État n’ayant quoi que ce soit à redouter de ses partenaires, et chaque État devant être dissuadé de recourir à l’agression par la puissance formidable de tous les États virtuellement ligués contre lui s’il manquait au Pacte. Mais les États-Unis ne s'y joignent finalement pas et la France comme le Royaume-Uni n'en font que peu de cas. La SdN n'est pas en mesure de jouer le moindre rôle pour s'opposer à la montée des régimes qui conduiront le monde à un deuxième conflit planétaire.
Le premier but de l'ONU est de « maintenir la paix et la sécurité internationale ». Le Conseil de sécurité est l'organe auxquels ses États membres confèrent « la responsabilité principale du maintien de la paix et de la sécurité internationales ». Sa Charte tient pour une part du superétatisme par la limitation radicale du recours à la force par les États et par les pouvoirs donnés au Conseil de sécurité qui peut imposer au besoin par la force ses décisions aux États qui ne les respecteraient pas. Mais l'ONU repose aussi sur la bonne volonté des États qui conservent le droit individuel ou collectif, via des alliances, de se défendre en cas d’agression armée ; le désarmement n’est donc pas une composante structurelle du système. L'ONU ne dispose pas d’une armée internationale qui lui soit propre, ce droit restant réservé aux États membres et dépend donc du concours militaire des États membres, et surtout de celui des membres permanents ; en pratique, l'OTAN et l'UE sont les principaux bras armés de l'ONU, mais pas exclusivement. Le Conseil de sécurité dispose de pouvoirs très importants, qui ne se limitent pas à des décisions dans le domaine militaire, mais s'étendent aux domaines économique, juridique ou humanitaire. Mais le droit de veto conféré à ses cinq membres permanents a empêché son action dès lors que l'un d'entre eux considérait qu'il était de son intérêt d'en user. Durant les soixante-dix premières années de son existence, seules deux guerres coercitives importantes sont menées sous l'égide de l'ONU : la guerre de Corée en réponse à l'invasion de la Corée du Sud par la Corée du Nord, et la guerre du Golfe en réponse à l'invasion du Koweït par l'Irak.
Dans ce contexte de fonctionnement du Conseil de sécurité, l'ONU trouve une raison d'être dans le développement des opérations de maintien de la paix qui consistent en des actions limitées, politiquement modératrices et militairement pacifiantes, non coercitives, reposant sur l'instauration d'un cessez-le-feu et la recherche d'un règlement de fond avec le soutien de toutes les parties intéressées par un conflit ou par sa solution,. Dans ce cadre, des contingents parfois importants de « Casques bleus » sont déployés afin de contrôler l’application du cessez-le-feu et, par leur présence, prévenir la reprise des hostilités. De 1948 à 2017, l'ONU a mené 71 opérations de maintien de la paix.

## Approche par pays

### Allemagne
Le premier Livre blanc de la politique de défense est publié en 1969 (en allemand « Weissbuch 1969 zur Verteidigungspolitik der Bundesrepublik »). Sept autres suivent d'ici la fin de la guerre froide, dont quatre publiés sous le titre de Livre blanc pour la sécurité de l'Allemagne et le futur de la Bundeswehr (en allemand « Zur Sicherheit der Bundesrepublik Deutschland und zur Entwicklung der Bundeswehr »). Depuis la réunification de l'Allemagne, trois Livre blanc sont publiés, en 1994 par Helmut Kohl puis en 2006 et 2016 par Angela Merkel. Ces documents sont élaborés sous la houlette du ministère fédéral de la Défense. Ils comprennent deux parties, la première consacrée à la politique de sécurité dans son ensemble, la seconde centrée sur les seuls aspects de défense.

### Chine
Entre 1998 et 2015, la Chine publie à neuf reprises un Livre blanc de défense nationale. Le dixième Livre blanc sur la défense chinoise est publié par Pékin en juillet 2019 sous le titre « La défense nationale de la Chine à l'ère nouvelle ».
Le Livre blanc de 2019 assure que « la compétition stratégique internationale s’accroît » — une référence directe à la stratégie de sécurité américaine publiée en décembre 2017 qui fait le même constat — et accuse les États-Unis de miner la sécurité internationale par « l'hégémonie croissante, la politique de puissance, l'unilatéralisme » de leur politique. La Chine rappelle son attachement au multilatéralisme dans un monde où « la sécurité des différents pays est de plus en plus étroitement liée, interconnectée et interactive ». Le « partenariat stratégique global Chine-Russie de coordination pour une nouvelle ère » est mis en avant comme « jouant un rôle important dans le maintien de la stabilité stratégique mondiale » alors que les États-Unis sont critiqués pour justement mettre en danger cette stabilité. Concernant les questions de maîtrise des armements, le Livre blanc souligne que « le régime international de non-prolifération est compromis par une politique de deux poids, deux mesures » ce qui permet à la Chine de rappeler son refus catégorique de multilatéraliser les traités bilatéraux américano-russes FNI et New START. Concernant la dissuasion nucléaire, la Chine continue de mettre l'accent sur une politique de non-recours en premier (« No-first-use ») puisque la Chine « n’utilisera jamais en premier des armes nucléaires, à aucun moment et en aucune circonstance ». Dans la continuité des moutures précédentes, le Livre blanc 2019 reprend les trois maux que sont le terrorisme, le séparatisme et l’extrémisme religieux, et consacre des développements au Xinjiang et à Taïwan,.
En Asie et aux États-Unis, de nombreux organismes officiels ou think-tanks publient des analyses de la stratégie de sécurité nationale et de défense de la Chine. Le département de la Défense américain publie chaque année un rapport destiné au Congrès intitulé Développements en matière militaire et de sécurité concernant la Chine.

### États-Unis

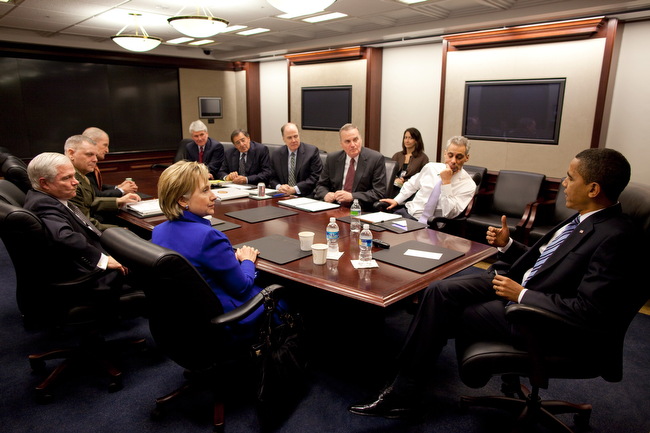
Le président Barack Obama à une réunion du NSC dans la « Situation Room ».

La notion de sécurité nationale trouve son origine aux États-Unis pendant la Deuxième Guerre mondiale et se trouve consacrée par le National Security Act de 1947. Le rôle du NSC est de coordonner les politiques étrangères et de défense. Sa composition et son mode de fonctionnement évoluent avec les Présidents successifs. Le NSC se dote progressivement d'une structure permanente. Le Goldwater-Nichols Act de 1986 prévoit que le président soumette au Congrès chaque année un document dit de Stratégie de sécurité nationale,. En pratique, de 1987 à 2017 dix-sept rapports ont été produits. La stratégie de sécurité nationale est à intervalle très irrégulier complétée par un document de Stratégie de défense nationale produit sous la responsabilité du secrétaire à la Défense qui précise les capacités militaires nécessaires à son exécution ou un document de Stratégie militaire nationale produit sous l'autorité du Comité des chefs d’état-major interarmées (Joint Chiefs of Staff - JCS) qui précise les plans opérationnels et d'urgence des armées.
Les États-Unis sont depuis la fin de la Seconde Guerre mondiale la première puissance mondiale sur le plan économique comme sur le plan militaire. La chute de l'Union soviétique en 1991 accentue leur domination, assise sur une situation géographique exceptionnelle, une économie forte, une puissance militaire sans équivalent et un système de gouvernement démocratique qui, combinés, forment à leurs yeux l’exceptionnalisme américain et leur confèrent naturellement le droit, voire le devoir, d'utiliser cette puissance pour instaurer un monde plus stable et meilleur. L’interventionnisme des États-Unis et leur soutien à la diffusion dans le monde de leur modèle politique et économique se voient ainsi justifiés. Avec des variations de court terme d'une présidence à l'autre, la politique étrangère et de sécurité nationale des États-Unis repose à long terme sur l'ambition de pérenniser leur position dominante et de préserver leurs intérêts vitaux partout dans le monde, alors même que depuis la fin des années 2000 d'autres puissances commencent à émerger et que les nouvelles technologies créent de nouvelles situations requérant d'adapter la politique de sécurité des États-Unis.
Avec l'arrivée de Joe Biden à la présidence, un document présentant la stratégie de sécurité nationale est présenté en octobre 2022. Il atteste d'une vision du monde où la multipolarité est actée comme une réalité, ainsi que la prééminence d'une rivalité avec la Chine pour définir un nouvel ordre mondial. L'administration Biden privilégie deux alliances, d'une part avec l'Europe, d'autre part avec des puissances d'Asie-Pacifiques comme le Japon, l'Australie, la Nouvelle-Zélande et la Corée du sud.

### France
La France formalise périodiquement sa politique de défense et de sécurité nationale dans un Livre blanc. Le premier Livre blanc sur la défense nationale, publié en 1972, pose les principes de la politique de défense de la France ainsi que les bases de la stratégie de dissuasion nucléaire. Publié en 1994, le deuxième Livre blanc consacre la fin de la guerre froide et réoriente les forces armées vers des opérations militaires à l’extérieur du territoire national, conduisant à la professionnalisation des armées en 1996.
Prenant en compte des évolutions liées à la mondialisation et tirant des enseignements des attentats du 11 septembre 2001, le Livre blanc sur la défense et la sécurité nationale publié en 2008 sous la présidence de N. Sarkozy est à l'origine du nouveau concept de « stratégie de sécurité nationale qui associe, sans les confondre, la politique de défense, la politique de sécurité intérieure, la politique étrangère et la politique économique ». L'élargissement de la réflexion stratégique à d'autres considérations que celles relevant strictement de la défense y est justifiée non par une analyse théorique mais par « la mondialisation qui transforme en profondeur les fondements mêmes du système international » devenu plus instable et plus imprévisible que durant la guerre froide et porteur de nouvelles menaces de natures très différentes. Ce concept est depuis 2009 intégré au Code de la Défense qui en fait donc obligation et pose comme principe de base que « l'ensemble des politiques publiques concourt à la sécurité nationale ». Pour autant, il n'est fait état que de la stratégie de sécurité nationale, sans qu'une définition officielle n'ait réellement été apportée à la sécurité nationale en France. Le Conseil de défense et de sécurité nationale comprend de manière permanente, outre le Président de la République, qui le préside, le Premier ministre et les ministres de la Défense, de l'Intérieur, de l'Économie, du Budget et des Affaires étrangères.
Un quatrième Livre blanc est publié en 2013 sous la présidence de François Hollande. Un cinquième document sous le nom un peu différent de Revue stratégique de défense et de sécurité nationale 2017 est publié fin 2017 sous la présidence d'Emmanuel Macron.
Les Livres blancs français sont des documents d'orientation qui fixent des cibles et des lignes directrices générales en ce qui concerne les moyens à mettre en œuvre. Leur traduction concrète et quantifiée figure dans les lois de programmation militaire élaborées en 2009, 2014 et 2018 dans la foulée et donc en cohérence avec les Livres blancs.
En application de la loi organique relative aux lois de finances, le secrétariat général de la Défense et de la Sécurité nationale (SGDSN) publie aussi chaque année un Document de politique transversale relatif à la défense et à la sécurité nationale qui en synthétise les objectifs et les contributions des sept ministères et des nombreux organismes interministériels concernés.

### Japon
Dans les limites imposées par sa constitution et en continuité avec sa politique pacifique, le Japon renforce depuis le début du XXIe siècle sa politique de sécurité et de défense nationale. À cet effet, une étape est franchie en 2013 avec la création d'un Conseil national de sécurité (NSC), l'adoption d'une nouvelle stratégie de sécurité nationale (NSS) et la définition d'un programme de la Défense nationale (LDNDP).
Le Japon publie chaque année depuis 2005 un Livre blanc sur la défense du Japon qui décrit l'environnement global de sécurité du Japon, les politiques de défense des États parties prenantes dans la région Asie-Pacifique, les menaces et risques affectant la sécurité du pays et sa politique de sécurité et de défense.

### Royaume-Uni
Le Royaume-Uni a une longue tradition de « livres blancs » ou de « revues stratégiques » qui abordent les questions de sécurité nationale. Jusqu'en 2005, ces réflexions stratégiques sont centrées sur les questions de défense. Le document de stratégie publié en 2008 « The National Security Strategy of the United Kingdom - Security in an interdependent world » met la notion de sécurité nationale au premier plan. L'introduction de ce document précise que « c'est la première fois que le Gouvernement publie une stratégie globale et unique qui réunit les objectifs et les plans d'action de tous les ministères, agences et forces impliqués dans la protection de notre sécurité nationale ».
Durant les années 2000, le gouvernement britannique met en place plusieurs structures transversales chargées en particulier de coordonner la lutte contre le terrorisme ou le crime organisé. Les réflexions sur la sécurité nationale et ces initiatives trouvent leur aboutissement en 2010 avec la création du « Conseil de sécurité nationale » dont le rôle est de « coordonner les réponses apportées aux dangers qui menacent le pays en intégrant les actions des ministères des Affaires étrangères, de la Défense, de l'Intérieur, de l'Énergie et du Développement, ainsi que de tous les organismes gouvernementaux qui contribuent à la sécurité nationale »,,. Le Royaume-Uni actualise en 2010 sa stratégie de sécurité nationale et, dans un document séparé, réévalue sa stratégie de défense et de modernisation de ses forces armées.
Dans des termes voisins, les documents de stratégie de sécurité nationale de 2008 et 2010 posent comme postulat que la responsabilité première d'un gouvernement est d'assurer la sécurité de la nation et de ses citoyens. La version de 2010 ajoute que la sécurité est « le fondement de la liberté et de la prospérité »,.
Dans le contexte du Brexit, Londres révise en 2020 sa stratégie de sécurité nationale. Le document intitulé Global Britain in a Competitive Age: the Integrated Review of Security, Defence, Development and Foreign Policy, publié en mars 2021, met l'accent sur les ambitions globales du pays en direction notamment de la zone indo-pacifique qui devient « progressivement le centre géopolitique du monde ». À l'appui de cette ambition, le Royaume-Uni entend devenir une super-puissance scientifique et technologique. Ce document s'inscrit en revanche davantage dans la continuité avec les précédentes revues dans l'identification des principales menaces — la Russie et le terrorisme —  et l'affirmation de l'importance de l'OTAN à laquelle le Royaume-Uni entend demeurer le principal contributeur européen et de la relation privilégiée avec les États-Unis,.

### Fédération de Russie
La Russie publie en 2009 et en 2015 un document de Stratégie de sécurité nationale. La sécurité nationale y est définie comme un niveau de protection de l'individu, de la société et de l'État contre les menaces intérieures et extérieures, qui permette aux citoyens d'exercer librement leurs droits constitutionnels et de bénéficier d'un niveau de vie décent, de garantir la souveraineté, l'indépendance, l'intégrité territoriale et le développement socio-économique durable de la Russie.